# Жуль Феррі
Жуль Франсуа Каміль Феррі (фр. Jules François Camille Ferry фр.: [ʒyl fɛʁi]; 5 квітня 1832 , Сен-Дьє-де-Вож  — 17 березня 1893 , VIII округ Парижа ) — французький державний діяч, республіканець. Був пропагандистом лаїцизму та колоніальної експансії.

## Ранні роки
Жуль Феррі народився 5 квітня 1832 року в Сен-Дьє (в департаменті Вогези у Франції). Вивчав право і в 1854 році був прийнятий у паризьку адвокатуру, але незабаром зайнявся журналістикою, пишучи до різних газет, зокрема, до Le Temps. Він жорстко критикував Другу французьку імперію, особливо нападаючи на префекта департаменту Сена барона Османа. Серія його статей у Le Temps була пізніше, у 1868 році, перевидана як «Фантастичні казки Османа».

## Політична кар'єра

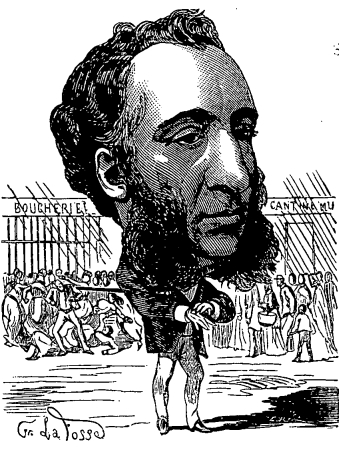
Карикатура на Жуля Феррі

Обраний депутатом від Республіканської партії від Парижа в 1869 році, Феррі протестував проти оголошення війни Німеччині, а 6 вересня 1870 року Урядом національної оборони був призначений префектом Сени.
На цій посаді Феррі довелося керувати Парижем під час облоги, а після Паризької комуни, 5 червня 1871 року, він був змушений подати у відставку. З 1872 по 1873 рік Феррі був послом Франції в Греції, повернувся до палати як депутат від Вогезів і став одним з лідерів республіканської партії.
8 липня 1875 року Феррі був прийнятий у масони і згодом став членом Ельзац-Лоріанскої ложі, заснованої в Парижі у 1782 році. Того ж року він одружився з протестанткою Євгенією Ріслер.
Коли 4 лютого 1879 року був сформований перший республіканський кабінет на чолі з Ваддінгтоном, Феррі став одним з його членів і пробув у ньому до 30 березня 1885 року, за винятком двох коротких перерв (з 10 листопада 1881 року по 30 січня 1882 року, та з 29 липня 1882 року по 21 лютого 1883 року), спочатку як міністр освіти, а потім як міністр закордонних справ.

## На посаді прем'єр-міністра
Перебуваючи лідером фракції опортуністичних республіканців, Феррі був двічі прем'єр-міністром (у 1880—1881 роках і у 1883—1885 роках).
Двома важливими справами, пов'язаними з його адміністрацією, були секуляризація загальної освіти та початок колоніальної експансії Франції. Феррі запропонував знищити вплив духовенства на університети та представив власну систему республіканської освіти. Він реорганізував комітет загальної освіти (законом від 27 лютого 1880 року), і запропонував регулювати присудження університетських ступенів. Остання пропозиція викликала жорстку полеміку і була відхилена, оскільки сьома стаття забирала у неуповноважених релігійних орденів право викладати. Зрештою він зумів домогтися прийняття законів (від 16 червня 1881 року і 28 березня 1882 року), які зробили початкову освіту у Франції безкоштовною, світською і обов'язковою.
Освітні закони, які встановили французьку мову як мову республіки, були оскаржені в другій половині XX століття, оскільки, хоча вони і грали важливу роль в об'єднанні французької держави і Третьої республіки, вони також майже спровокували вимирання кількох регіональних мов.
Після військового розгрому Франції Німеччиною в 1870 році Феррі сформував ідею створити велику колоніальну імперію, головним чином заради економічної експлуатації. У промові перед Палатою депутатів 28 липня 1885 року він заявив, що «вищі раси мають право, тому що вони зобов'язані: це їхній обов'язок цивілізувати нижчі раси». Феррі керував переговорами, які призвели до створення французького протекторату в Тунісі у 1881 році, підготував договір від 17 грудня 1885 року про окупацію Мадагаскару, керував дослідженням регіону Конго і Нігеру, організував завоювання Аннаму і Тонкину у тому, що стало Індокитаєм.
Останні зусилля призвели до війни з Маньчжурською імперією, чия династія Цін претендувала на сюзеренітет над двома провінціями. Хвилювання в Парижі, викликані раптовим відступом французьких військ з Лангшону під час цієї війни, призвели до Тонкинського скандалу і відставки Феррі 30 березня 1885 року. Хоча мирний договір з Маньчжурською імперією (від 9 червня 1885 року), в якому династія Цін поступилася Франції сюзеренітетом Аннаму і Тонкину, був результатом роботи його кабінету, він ніколи більше не отримував посаду прем'єра.

## Останні роки
Феррі залишився впливовим членом помірної республіканської партії і керував опозицією генералу Буланже. Після відставки Жуля Греві (2 грудня 1887 року), він був кандидатом на пост президента республіки, але радикали відмовилися підтримати його, і він зняв кандидатуру на користь Саді Карно.
10 грудня 1887 року Феррі ледве уникнув вбивства від рук божевільного. У 1890 році став сенатором, і за три тижні до смерті був обраний президентом сенату. 17 березня 1893 року помер від ускладнень, пов'язанних з отриманою під час замаху раною. Палата депутатів влаштувала йому державні похорони.